# Justus Lion

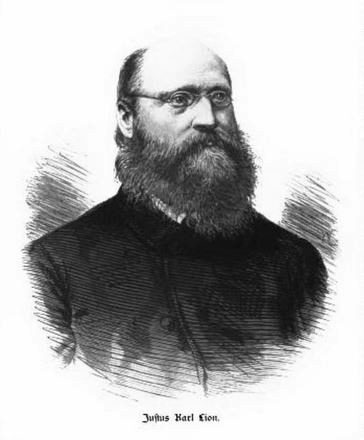
Justus Lion

Justus Carl Lion (* 13. März 1829 in Göttingen; † 30. Mai  1901 in Leipzig) war ein deutscher Pädagoge und Sportpionier.

## Biografie

### Ausbildung und Beruf
Lion war der Sohn eines Göttinger Privatgelehrten. Er besucht das Max-Planck-Gymnasium in seiner Heimatstadt. Als 16-Jähriger gründete er 1845 bereits den ersten Schülerturnverein. Die Schule sah das Turnen an der Schule nicht gerne und verbot die Vereinigung. Nach der Revolution von 1848/1849, die ihn sehr bewegte, schrieb Lion, dass „nur stets das Volk, die arbeitenden und besitzlosen Klassen, dasjenige Element ist, welche das Leben machen, lenken und beherrschen muß“. Er studierte an der Georg-August-Universität Göttingen und promovierte um 1860. Er wurde Lehrer in Göttingen und führte das Schulturnen ein. Danach war er Schulamtskandidat in Hildesheim, Hauslehrer in mehreren Stellungen und Lehrer in Groß-Gerau.

### In Bremerhaven
1858 übernahm Lion eine Lehrstelle mit den Fächern Mathematik, Naturwissenschaften und Turnen an der bis 1862 privaten Bürgerschule in Bremerhaven, einer höheren Knabenschule als Realschule in Bremerhaven. Er wurde die treibende Kraft für die Entwicklung des Sports, der „Turnvater von Bremerhaven“. Er verstand es die Bürger und die Schüler für die neue Sportbewegung zu begeistern. 1859 bereits gelang es ihm bei einer Deichwanderung 64 Männer zu bewegen und sie gründeten den Turnverein Bremerhaven (TVB), woraus später der Allgemeine Turn- und Sport-Bund (ATSB) und 1972 der OSC Bremerhaven wurde. Lion wurde zum Vorsitzenden des Vereins gewählt. In der ersten Vereinssatzung stand: „Der Zweck des Vereins ist einzig und allein Körperübung“. Er trat damit Bestrebungen entgegen, dass Sport nur in einem Wehrverein angesiedelt werden könne. So spaltete sich der Verein und 1860 wurde ein Allgemeiner Turn- und Wehrverein Bremerhaven gegründet, der 1867 in den TVB wieder zurückkehrten. Schon 1861 hatte der TVB über 100 Mitglieder. Lion gelang 1861 die Gründung des Gau-Turnverbandes Weser-Ems. Sein Verein wurde später Mitglied der Deutschen Turnerschaft.

### In Leipzig
1862 wurde Lion Turndirektor des städtischen Schulwesens in Leipzig und Oberleiter des Allgemeinen Turnvereins Leipzig (ATV). 1863 führte er bei dem in Leipzig stattfindenden Deutschen Turnfest eine Massenvorführung von Freiübungen für 7000 Turner durch. Ab 1865 konnten auf sein Bestreben auch die Mädchen am Schulturnen teilnehmen. Als späterer Turninspektor des Sächsischen Lehrerseminars und als Königlicher Kommissarius war er für die Abnahme der Turnlehrerprüfungen verantwortlich. Von 1866 bis 1875 gab er die Deutsche Turnzeitung heraus und schrieb zu vielen Themen. Er schrieb einen Leitfaden für den Betrieb der Ordnungsübungen. Von 1892 bis 1898 war Lion Vorsitzender des ATV Leipzig 1845 (ATV). Als Mitglied des Fünfer-Ausschusses stand er zudem an der Spitze der deutschen Turnerbewegung.
Lion blieb unverheiratet. Er wurde auf dem Johannisfriedhof in Leipzig beigesetzt. Grab und Grabstein sind nicht erhalten.

## Ehrungen
- Lion wurde ehrenhalber der Professorentitel verliehen.
- Er wurde 1898  Ehrenvorsitzender des ATV zu Leipzig
- Die Lionstraße in Leipzig trägt seit 1905 seinen Namen
- Der Justus-Lion-Weg in Bremerhaven-Lehe trägt seit 1961 seinen Namen.
- Für seine Verdienste um Leibesübungen und Sport in Niedersachsen wurde er in die Ehrengalerie des niedersächsischen Sports des Niedersächsischen Instituts für Sportgeschichte aufgenommen.